# Округ Канон (Тенеси)
Канон (енгл. Cannon County) је округ у америчкој савезној држави Тенеси.

## Демографија
По попису из 2010. године број становника је 13.801, што је 975 (7,6%) становника више него 2000. године.
| Група             | 2000.          | 2010.          |
| Белци             | 12.331 (96,1%) | 13.190 (95,6%) |
| Афроамериканци    | 187 (1,5%)     | 168 (1,2%)     |
| Азијати           | 15 (0,1%)      | 19 (0,1%)      |
| Хиспаноамериканци | 157 (1,2%)     | 210 (1,5%)     |
| Укупно            | 12.826         | 13.801         |